# Mantrailing

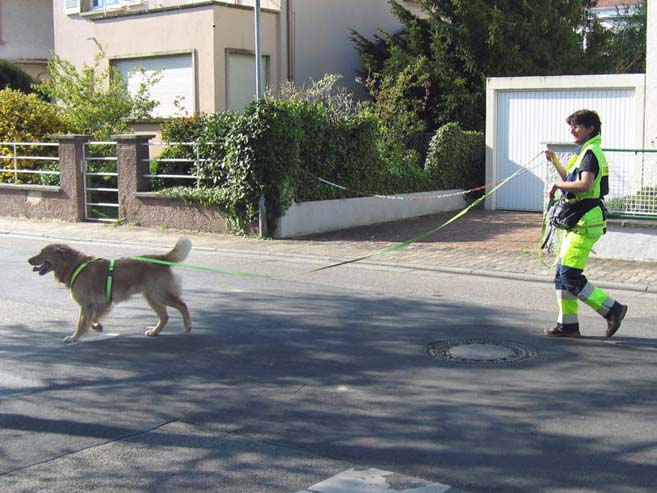
Mantrailingteam im Einsatz

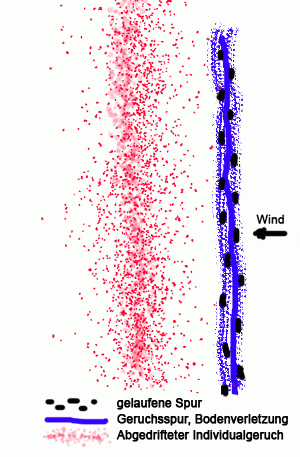
Grafische Darstellung von gelaufener Spur und abgedriftetem Individualgeruch

Mantrailing (englisch man ‚Mensch‘ und trail ‚verfolgen‘) ist die Personensuche unter Einsatz von Gebrauchshunden, die Mantrailer oder Personenspürhunde genannt werden. Dabei wird der hervorragende Geruchssinn der Hunde genutzt.
Der Unterschied zwischen einem Mantrailer und anderen Suchhunden besteht darin, dass der Mantrailer bei der Suche verschiedene menschliche Gerüche voneinander unterscheiden kann und sich trotz vieler Verleitungen ausschließlich an den Geruchsmerkmalen der gesuchten Person orientiert.
Mantrailer können nicht nur auf Spuren von Fußgängern eingesetzt werden, selbst die relative Abgeschlossenheit eines fahrenden Autos verhindert nicht, dass die Personen verfolgbare Spuren hinterlassen. Mantrailer können, im Unterschied zu Fährtenhunden, auch in Gebäuden und auf bebauten Flächen eingesetzt werden.

## Duftspur
Beim Mantrailing werden die Duftmoleküle der Zielperson gesucht und nicht die Bodenverletzungen wie bei der Fährtenarbeit. Beim Mantrailing wird ein Geruchsträger mit dem Individualgeruch der zu suchenden Person verwendet, um den Hund auf die Spur anzusetzen. Die Qualität des Geruchsträgers ist entscheidend für den Verlauf der Suche.
Ein Mensch verliert ständig Hautschuppen – in jeder Minute Tausende. Die Hautpartikel werden verwirbelt und verstreut, wenn der Mensch sich bewegt. Neben Hautzellen enthalten die Schuppen häufig weitere Bestandteile, beispielsweise Rückstände von Kosmetika. Eine verletzte Person verliert darüber hinaus Blut, das sich dann auf der Spur befindet. Es ist bislang nicht abschließend erforscht, welche Bestandteile des menschlichen Individualgeruchs der Hund bei seiner Suche wahrnimmt. Die häufigste Erklärung der Erzeugung menschlichen Geruchs ist die Vorstellung, dass menschlicher Geruch neben körpereigenen metabolischen Abbauprodukten durch bakterielle Wirkung auf abgestorbene Hautzellen und Sekrete produziert wird. Es wird davon ausgegangen, dass das bei der Zersetzung entstehende Geruchsmuster einzigartig ist. Vieles deutet darauf hin, dass das Geruchsbild des Menschen ebenso einmalig wie der Fingerabdruck oder die DNA ist. Dabei wird der individuelle menschliche Körpergeruch von verschiedenen Faktoren bestimmt, die entweder dauerhaft beständig sind oder in Abhängigkeit von umweltbedingten Einflüssen variieren. Menschliche Zellen bleiben über unterschiedlich lange Zeiträume erhalten: Hautzellen etwa 36 Stunden, rote Blutkörperchen dagegen etwa 120 Tage. Das allein begrenzt schon die Haltbarkeit einer Duftspur. Zusätzlich kommen Einflüsse wie Witterung, die schon erwähnten chemischen Substanzen und weitere Stoffe hinzu, die für eine längere oder kürzere Haltbarkeit der Duftspur verantwortlich sind. Grundsätzlich sind derzeit validierte Aussagen über die Nachverfolgbarkeit einer Geruchsspur nur begrenzt verfügbar. Studien belegen Spuralter von 48 Stunden bis zu sechs Monaten.

## Besonders geeignete Rassen
Oftmals werden für das Mantrailing Rassen wie Bloodhound oder Schweißhunde favorisiert, doch haben sich auch Rassen wie zum Beispiel Labrador Retriever und Golden Retriever in der Praxis bewährt. Die erzielten Leistungen hängen von den individuellen Fähigkeiten des Hundes ab. Prinzipiell sind Hunde mit der entsprechenden genetischen Prädisposition in Bezug auf die Größe des Riechepithels und der darin befindlichen Riechsinneszellen besonders gut geeignet.

## Mantrailer im Einsatz
Im Bereich der Rettungshundearbeit werden immer mehr Mantrailer ausgebildet. Durch den Einsatz der Mantrailer kann in der Regel eine Hinwendungsrichtung der vermissten Person vorgegeben werden. Somit ist es möglich, die Flächensuchhunde gezielter einzusetzen und größere abzusuchende Flächen entsprechend zu priorisieren. Das Zusammenspiel zwischen Mantrailer und Flächensuchhunden steigert die Effizienz bei der Vermisstensuche. Es werden jedoch je nach Situation und Anforderer auch ausschließlich Mantrailer oder Flächensuchhunde bei der Vermisstensuche eingesetzt.
Die Polizei Rheinland-Pfalz berichtete bereits 2004 von der erfolgreichen Ausbildung und Indienststellung eines Malinois-Rüden als erstem Personenspürhund, der sich von einem klassischen Fährtenhund unterscheidet. Im Jahr 2009 wurden allerdings erneut drei Diensthunde, Bayerische Gebirgsschweißhunde, als die ersten ausgebildeten Personenspürhunde in Rheinland-Pfalz vorgestellt. Nach Pilotversuchen im Jahr 2004 setzt auch die Polizei Bayern Personenspürhunde ein. Seit Juli 2009 setzt die Polizei Nordrhein-Westfalen ausgebildete Mantrailer als Diensthunde ein. Insgesamt sechs Teams wurden in einer zweijährigen Ausbildung beschult. Bei der Polizei Niedersachsen begann die zweijährige Ausbildung von drei Hunden im Oktober 2010. Auch die Polizei des Freistaates Sachsen hat im Jahr 2010 mit der Ausbildung von vier Hunden begonnen. Seit 2013 sind drei Bloodhounds und ein Beagle im Einsatz.
Es gibt auch zahlreiche Mantrailer-Teams, die ihre Dienste ohne die erforderliche Ausbildung und ohne eine professionelle Prüfung anbieten. In diesem Zusammenhang wird vor deren unrealistischen Aussagen über die Haltbarkeit von Geruchsspuren gewarnt. Ebenso werden für Deutschland fehlende Normen für die Ausbildung und praktische Arbeit sowie uneinheitliche Begrifflichkeiten kritisiert. Im Jahr 2012 urteilte das Landgericht Nürnberg-Fürth zum Einsatz von Spürhunden als Beweismittel. Dabei gab die Strafkammer Anforderungen an einen derartigen Mantrailereinsatz im Freistaat Bayern durch die Polizei vor. Zwischenzeitlich ergingen mehrere Urteile zu von Gerichten anerkannten Einsätzen von Mantrailern der sächsischen Polizei, bei denen das Spuralter mehrere Wochen betrug.
Bei einem Mordfall in Berlin mit einem mutmaßlich kannibalistischen Hintergrund setzte die Polizei erfolgreich Mantrailer-Hunde ein, um die Wohnung des Tatverdächtigen zu identifizieren. Dabei identifizierten die Hunde unabhängig voneinander sowohl die Spur des Opfers, welches mit einem Taxi zur Wohnung des Tatverdächtigen gefahren war, als auch eine mehr als 10 Kilometer davon entfernte Spur vom Knochenfundort im Bucher Forst bis zur Wohnung des Verdächtigen in Pankow.